# Borrador Editores
Borrador Editores es una editorial independiente peruana, que se inició el año 2006.
Es miembro fundador de la Alianza Peruana de Editores Independientes, junto con quienes ha participado en ferias internacionales y trabajado para la promoción del libro y la lectura.
El año 2011 lanza Elepé, un nuevo sello dedicado a la promoción de autores nóveles.

## Colecciones

### Narrativa
1. Perder el tiempo - Ricardo Mendoza
2. El Círculo Blum - Lucho Zúñiga
3. Alguien que me quiera - Giselle Klatic
4. Cat food - Pedro Casusol
5. Un sol que en invierno - César Bedón
6. La orden secreta de los ornitorrincos - Maria Alzira Brum Lemos
7. Otra vida para Doris Kaplan - Alina Gadea
8. Horrores cotidianos - David Roas
9. Playas - Carlos Calderón Fajardo
10. Un hombre feo - Pierre Castro
11. Alma alga - Karina Pacheco Medrano
12. El vuelo nocturno de las gallinas - Leila Guenther
13. Contemplación del abismo - Richard Parra
14. Margarita no quiere crecer - Julia Wong
15. Algo se nos ha escapado - Katya Adaui Sicheri
16. La casa del sol naciente - Evelyn García Tirado
17. Otras culpas - Paloma Valencia Laserna
18. Tatema y tabú - Sidharta Ochoa
19. Aquellos extraños días en los que brillo - Jorge Luis Cáceres
20. Geometría del deseo - Sophie Canal
21. Cabeza y orquídeas - Karina Pacheco Medrano
22. Odio sostenido - Nelson de Oliveira
23. El círculo de los escritores asesinos - Diego Trelles Paz
24. Fuera de lugar - Pablo Brescia
25. Ella - Jennifer Thorndike
26. Tsunami - Ezio Neyra Magagna
27. El canto de los ahogados - Christiane Félip Vidal
28. Los dioses caídos - Eduardo Montagne

### Estambul
Colección de poesía
1. Un salmón ciego - Julia Wong Kcomt
2. Orquídea de sombra - Gonzalo Ramírez Herrera
3. Latitud de fuego - Andrea Cabel
4. 1999 - Giancarlo Gomero
5. Las marcas - Jorge Eslava
6. Incamino - Ramiro Vicente
7. Aguas ejemplares - Carlos López Degregori

### Para llevar
Colección de libros de bolsillo
1. Bocetos para un cuadro de familia - Julia Wong
2. El hilo negro - Carlos López Degregori

### Saltamonte
Colección de libros infantiles
1. Emily y la niña de la lámpara - Lucho Zúñiga
2. Puro cuento - Nicolás Rejas

### Fotografías
1. Un lugar - Raúl García Pereira

### Gráfico
1. Pura maldad - Nicolás Rejas

## Elepé

### Poesía
1. Bucólica polución - Erika Meier
2. Arritmia - Franco Finocchiaro
3. Apátrida - Sandra Saco-Vértiz
4. Ese maldito vicio - Paloma La Hoz
5. Extraño abril - César Nieri

### Novela
1. Cordones umbilicales - Iris Van de Casteele
2. Necio - Adrián Del Águila
3. Bienvenido a mi vida, dictador - Alejandro Herrera

### Cuento
1. El último invierno - Kharla Aquije
2. Conejeras & camaleones - Alessandro Pucci